# Liste des monuments historiques de Messines
Cette page regroupe l'ensemble des monuments classés de la ville belge de Messines.
| Objet                                                           | Statut du classement? | Année de construction/architecte | Section communale | Adresse                | Coordonnées                      | Numéro d'inventaire | Illustration                                               |
| --------------------------------------------------------------- | --------------------- | -------------------------------- | ----------------- | ---------------------- | -------------------------------- | ------------------- | ---------------------------------------------------------- |
| (nl) Britse militaire begraafplaats Bethleem Farm Cemetery      | Oui                   |                                  | Mesen             | Rijselstraat           | 50° 45′ 32″ nord, 2° 54′ 24″ est | 200692              | (nl) Britse militaire begraafplaats Bethleem Farm Cemetery |
| (nl) The Island of Ireland Peace park                           | Oui                   |                                  | Mesen             | Armentierssteenweg     | 50° 45′ 35″ nord, 2° 53′ 42″ est | 200693              | (nl) The Island of Ireland Peace park                      |
| (nl) Hoeve Neerhof of La Bassecour                              |                       |                                  | Mesen             | Armentierssteenweg 26  | 50° 45′ 20″ nord, 2° 53′ 35″ est | 32773               | Téléverser                                                 |
| (nl) Au faubourg d'Armentières, herberg                         |                       |                                  | Mesen             | Armentiersstraat 20    | 50° 45′ 49″ nord, 2° 53′ 47″ est | 32774               | Téléverser                                                 |
| (nl) Brouwerij Reynaert, thans drankenopslagplaats              |                       |                                  | Mesen             | Daalstraat 2           | 50° 45′ 49″ nord, 2° 53′ 52″ est | 32775               | Téléverser                                                 |
| (nl) Brouwerij Reynaert, thans drankenopslagplaats              |                       |                                  | Mesen             | Daalstraat 4           | 50° 45′ 49″ nord, 2° 53′ 52″ est | 32775               | Téléverser                                                 |
| (nl) Parochiekerk Sint-Niklaas                                  | Oui                   |                                  | Mesen             | Featherstonplein       | 50° 45′ 51″ nord, 2° 53′ 57″ est | 32776               | (nl) Parochiekerk Sint-Niklaas                             |
| (nl) Eclectisch herenhuis                                       |                       |                                  | Mesen             | Gentstraat 12          | 50° 45′ 52″ nord, 2° 53′ 48″ est | 32777               | (nl) Eclectisch herenhuis                                  |
| (nl) Burgerhuizen                                               |                       |                                  | Mesen             | Gentstraat 16          | 50° 45′ 51″ nord, 2° 53′ 49″ est | 32778               | Téléverser                                                 |
| (nl) Burgerhuizen                                               |                       |                                  | Mesen             | Gentstraat 18          | 50° 45′ 51″ nord, 2° 53′ 49″ est | 32778               | Téléverser                                                 |
| (nl) Winkelpui                                                  |                       |                                  | Mesen             | Ieperstraat 9          | 50° 45′ 56″ nord, 2° 53′ 46″ est | 32779               | Téléverser                                                 |
| (nl) Pastorie                                                   |                       |                                  | Mesen             | Omtrek Kerk 5          | 50° 45′ 52″ nord, 2° 54′ 00″ est | 32780               | Téléverser                                                 |
| (nl) Hoekhuis                                                   |                       |                                  | Mesen             | Kerkstraat 2           | 50° 45′ 51″ nord, 2° 53′ 54″ est | 32781               | (nl) Hoekhuis                                              |
| (nl) Arbeiderswoningen                                          |                       |                                  | Mesen             | Ketelstraat 5          | 50° 45′ 57″ nord, 2° 53′ 52″ est | 32782               | Téléverser                                                 |
| (nl) Arbeiderswoningen                                          |                       |                                  | Mesen             | Ketelstraat 7          | 50° 45′ 57″ nord, 2° 53′ 52″ est | 32782               | Téléverser                                                 |
| (nl) Arbeiderswoningen                                          |                       |                                  | Mesen             | Ketelstraat 9          | 50° 45′ 57″ nord, 2° 53′ 52″ est | 32782               | Téléverser                                                 |
| (nl) Gemeenteschool jongens                                     |                       |                                  | Mesen             | Ketelstraat 8          | 50° 45′ 59″ nord, 2° 53′ 53″ est | 32783               | Téléverser                                                 |
| (nl) Stadhuis                                                   | Oui                   |                                  | Mesen             | Markt 1                | 50° 45′ 56″ nord, 2° 53′ 52″ est | 32784               | Téléverser                                                 |
| (nl) Villa cottagestijl                                         |                       |                                  | Mesen             | Markt 10               | 50° 45′ 57″ nord, 2° 53′ 59″ est | 32785               | (nl) Villa cottagestijl                                    |
| (nl) Eclectisch burgerhuis                                      |                       |                                  | Mesen             | Markt 18               | 50° 45′ 55″ nord, 2° 53′ 56″ est | 32786               | Téléverser                                                 |
| (nl) Britse militaire begraafplaats met Memorial to the Missing | Oui                   |                                  | Mesen             | Nieuwkerkestraat       | 50° 45′ 52″ nord, 2° 53′ 27″ est | 32787               | Téléverser                                                 |
| (nl) Molenhof of Ferme du moulin                                |                       |                                  | Mesen             | Nieuwkerkestraat 11    | 50° 45′ 53″ nord, 2° 53′ 23″ est | 32788               | Téléverser                                                 |
| (nl) Wederopbouwhoeve                                           |                       |                                  | Mesen             | Nieuwkerkestraat 19    | 50° 45′ 39″ nord, 2° 52′ 34″ est | 32789               | Téléverser                                                 |
| (nl) New Zealand Memorial                                       | Oui                   |                                  | Mesen             | Nieuw Zeelandersstraat | 50° 45′ 37″ nord, 2° 53′ 29″ est | 32790               | Téléverser                                                 |
| (nl) Zusterkklooster en eclectisch schoolgebouw                 |                       |                                  | Mesen             | Oud Kerkhofstraat 11   | 50° 45′ 53″ nord, 2° 53′ 59″ est | 32791               | Téléverser                                                 |
| (nl) Tweegezinswoning                                           |                       |                                  | Mesen             | Oud Kerkhofstraat 7    | 50° 45′ 53″ nord, 2° 53′ 59″ est | 32792               | Téléverser                                                 |
| (nl) Tweegezinswoning                                           |                       |                                  | Mesen             | Oud Kerkhofstraat 9    | 50° 45′ 53″ nord, 2° 53′ 59″ est | 32792               | Téléverser                                                 |
| (nl) Dubbelhuis                                                 |                       |                                  | Mesen             | Rijselstraat 1         | 50° 45′ 55″ nord, 2° 53′ 59″ est | 32793               | (nl) Dubbelhuis                                            |
| (nl) Broedersschool                                             |                       |                                  | Mesen             | Rijselstraat 21        | 50° 45′ 53″ nord, 2° 54′ 02″ est | 32794               | Téléverser                                                 |
| (nl) De twaalf bunders                                          |                       |                                  | Mesen             | Rijselstraat 32        | 50° 45′ 43″ nord, 2° 54′ 08″ est | 32795               | Téléverser                                                 |
| (nl) Kruisbeeld                                                 |                       |                                  | Mesen             | Rijselstraat           | 50° 45′ 46″ nord, 2° 54′ 15″ est | 32796               | Téléverser                                                 |
| (nl) Nazareth, hoeve                                            |                       |                                  | Mesen             | Rijselstraat 34        | 50° 45′ 28″ nord, 2° 54′ 23″ est | 32797               | Téléverser                                                 |
| (nl) Belthléem, hoeve                                           |                       |                                  | Mesen             | Rijselstraat 45        | 50° 45′ 36″ nord, 2° 54′ 35″ est | 32798               | Téléverser                                                 |
| (nl) Eclectisch burgerhuis                                      |                       |                                  | Mesen             | Steenstraat 2          | 50° 45′ 59″ nord, 2° 53′ 49″ est | 32799               | Téléverser                                                 |
| (nl) Wegkapel                                                   |                       |                                  | Mesen             | Waastenstraat          | 50° 45′ 46″ nord, 2° 54′ 32″ est | 32800               | Téléverser                                                 |